# Kalbo
Kalbo är en by i Skedevi socken, Finspångs kommun, Östergötlands län. Kalbo har cirka 20 hushåll varav 3-4 stycken är sommarbostäder.
Byn är väldigt gammal och det första bevarade namnet på en byinvånare är "Botmundher i Kalabodhum" år 1425.